# Mederico
Mederico  è un nome proprio di persona italiano maschile.

## Varianti in altre lingue
- Francese: Médéric
- Germanico: Matrih[2]
- Latino: Madericus[2], Mederichus[2], Medericus[1][3]
- Polacco: Mederyk
  - Femminili: Mederyka
- Spagnolo: Mederico

## Origine e diffusione
Deriva dal nome germanico Medericus, che è composto dagli elementi math ("onore", "rispetto", "bontà") e ric ("capo", "signore", "dominare", "governare"). Alcune fonti interpretano il significato come "signore forte".

## Onomastico
L'onomastico viene festeggiato il 29 agosto in onore di san Mederico, sacerdote di Parigi e abate dell'abbazia di San Martino ad Autun.

## Persone

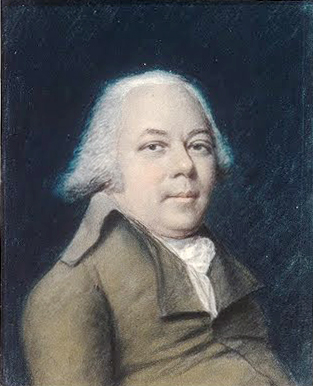
Médéric Louis Élie Moreau de Saint-Méry

### Variante Médéric
- Médéric Louis Élie Moreau de Saint-Méry, giurista e politico francese